# Capital Gate
Capital Gate, zwana także Krzywą wieżą w Abu Zabi – wieżowiec w Abu Zabi, stolicy Zjednoczonych Emiratów Arabskich; najbardziej pochyły budynek na świecie.
Wieżowiec jest centralnym punktem okolic Capital Center w Abu Dhabi. Roztacza się z niego imponujący widok na okolicę.
Budynek, usytuowany w pobliżu centrum wystawowego, został ukończony w 2011, mierzy 160 m wysokości, ma 35 piętr i jest jednym z najwyższych budynków w mieście. Został celowo skonstruowany w taki sposób, że pochyla się o 18 stopni kątowych na zachód. Jest najbardziej pochyłym budynkiem na świecie, pochylonym ponad cztery razy więcej od słynnej Krzywej Wieży w Pizie.
Właścicielem i deweloperem Capital Gate jest Abu Dhabi National Exhibitions Company.
W budynku mieści się m.in. hotel Hyatt Capital Gate Abu Dhabi, którego pokoje i apartamenty posiadają okna sięgające od podłogi do sufitu i oferują wspaniały widok na miasto. Posiada także m.in. dwie restauracje i centrum spa. 

## Galeria

Capital Gate
Widok z przodu, 2012
Widok z tyłu, 2013
Widok z tyłu w nocy, 2013